# Creu des Molí d'en Dragó
La Creu d'es Molí d'en Dragó és una creu de terme situada a Llucmajor, Mallorca, al carrer de Gràcia, 62, just devora el molí del qual adopta el seu nom, Moli d'en Dragó, a l'inici del camí que condueix al Santuari de Nostra Senyora de Gràcia. Està composta d'una graonada de planta octogonal de tres graons, el fust i el capitell de secció quadrifoliada i la creu de tipologia llatina de braços de secció octogonal decorats amb motllures. L'alçada és de 3,60 m.
La creu actual en substitueix una de més antiga que fou greument deteriorada en un accident de circulació al voltant de l'any 1980.